# Kirchspiel Heimbach
Das Kirchspiel Heimbach (von Kurtrier auch als Amt Heimbach bezeichnet) war ein Kirchspiel mit Hauptort Heimbach. Das Kirchspiel umfasste neben Heimbach Weis und Gladbach.

## Geschichte
Die Herrschaftsverhältnisse im Kirchspiel waren im Hochmittelalter schwierig. Große Teile der Gemarkung waren Reichsgut. Auf dem sogenannten Schönfeld auf der Heimbacher Gemarkung bestand ein Hochgericht für den Engersgau. Dieses hatten die Grafen zu Wied als Reichslehen inne. Großen Grundbesitz hatte das Adelsgeschlecht Isenburg. Der wichtigste Besitz war der Hof Rumersdorp verbunden mit dem Vogteirecht. 1117 stiftete Isenburg den Hof zur Gründung der Abtei Rommersdorf, behielt aber die Vogtei. Auch nach der Stiftung besaß das Haus Isenburg großen Grundbesitz, namentlich den Stadelhof im Heimbach und den Solmser Hof in Weis. Daneben waren die Grafen zu Sayn und die Burggrafen von Hammerstein wesentliche Grundbesitzer im Kirchspiel. Die Abtei Maria Laach war im Besitz des Laacher Hofes, der mit einem Freiheimgericht verbunden war. Die Abtei Laach verkaufte Hof und Gericht zwischen 1241 und 1255 für 400 Kölner Mark an die Abtei Rommersdorf.
Was diese Verteilung der Rechte in der Praxis bedeutete, war umstritten. 1336 genehmigte Kaiser Ludwig der Bayer Isenburg, im Kirchspiel Schultheiß und Schöffen einzusetzen und den Blutbann auszuüben. Am 16. Mai 1343 belehnte Ludwig der Bayer den Grafen Wilhelm von Wied mit dem „friheimgericht“ im Kirchspiel als Reichslehen, verbunden mit dem Recht Schultheiß und Schöffen einzusetzen und die hohe und die niedere Gerichtsbarkeit. Die Berechtigung dieses Wiedschen Freiheimgerichtes blieb umstritten. In einem Weistum vom 15. Juni 1476 wird beschrieben, dass die Gerichtsbarkeit tatsächlich vom Freiheimgericht der Abtei Rommersdorf wahrgenommen wurde.
Der Konflikt löst sich durch den Verkauf an Kurtrier. Am 20. Dezember 1545 verkaufte die Abtei Rommersdorf ihre Rechte auf die hohe und -niedere Gerichtsbarkeit an Kurtrier. Am 20. Mai 1570 verkaufte auch Wied seine Rechte und Reichslehen an Kurtrier. Im September 1593 und im Mai 1600 verpfändete Graf Salentin von Isenburg seine Gefälle, Rechte und zwei bestehenden Höfe an Kurtrier. Die Saynschen Ansprüche gingen mit dem Aussterben im Mannesstamm 1606 als erledigtes Lehen an Kurtrier. Damit hatte Kurtrier die Landeshoheit erworben.
In Kurtrier wurde das Kirchspiel als Teil des Amtes Vallendar verwaltet, aber als Amt Heimbach bezeichnet. Ab 1719 war das Schöffengericht Koblenz als Kriminalgericht für das Kirchspiel zuständig.
Die Größe des Kirchspiels ergibt sich aus folgenden Kennzahlen:
| Ort      | Feuerstellen 1684 | Häuser 1784 | Einwohner 1787 |
| -------- | ----------------- | ----------- | -------------- |
| Heimbach | 69                | 125         | 323            |
| Gladbach | 41                | 104         | 513            |
| Weis     | 36                | 94          | 446            |

Mit dem Reichsdeputationshauptschluss kam das Amt Heimbach gemeinsam mit dem Amt Vallendar an Nassau-Weilburg. Ab 1806 war es damit Teil des Herzogtums Nassau und dort dem Regierungsbezirk Ehrenbreitstein zugeordnet. 1816 wurde nach dem Wiener Kongress ein Gebietstausch vorgenommen und das Amt kam zu Preußen. Es ging im Landkreis Koblenz auf.